# Gladde schallebijter
De gladde schallebijter (Carabus glabratus) is een keversoort uit de familie van de loopkevers (Carabidae). De wetenschappelijke naam van de soort werd in 1790 gepubliceerd door Gustaf von Paykull.